# Метеорит

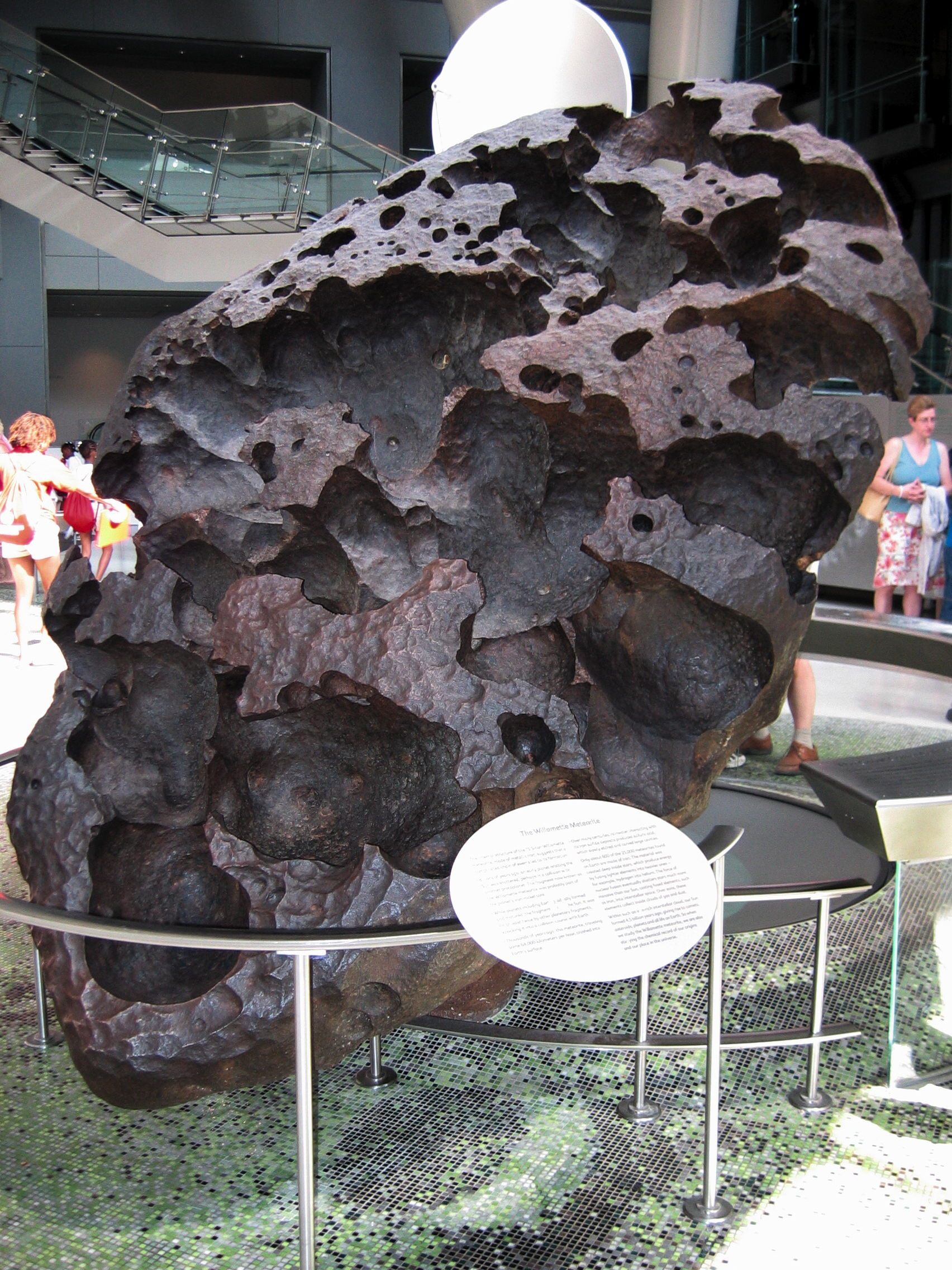
Метеорит Вілламетт вагою 15,5 тонн.

Метеори́т (від грец. μετέωρος, «підвішений у повітрі») — тверде тіло космічного походження, що впало на поверхню Землі або іншого космічного тіла з космосу.
Існують різні дані про кількість метеоритів, що падають на Землю, які залежать від точності вимірювань. Вважають, що за добу падає 5-6 тонн метеоритів, або 2000 т на рік. Крім того, за добу на земну поверхню падає від 300 до 20 000 т метеоритного пилу. Більшість знайдених метеоритів мають вагу від декількох грамів до декількох кілограмів. Найбільший зі знайдених метеоритів — Гоба, маса якого (за оцінками, оскільки метеорит ніколи не зважувався) сягала 60 т. Також існує інтерактивна карта руху метеоритів.

## Загальний опис
Явище падіння тіла з космосу, називається метеором, якщо воно виглядає не яскравіше -4-ї зоряної величини, якщо тіло яскравіше, або помітні його кутові розміри — болідом. Космічне тіло до падіння називається метеорним тілом і класифікується за астрономічними ознаками, наприклад, це може бути комета або астероїд. Аналогічні падінню метеорита явища на інших планетах і небесних тілах зазвичай називаються просто зіткненнями між небесними тілами.
Основними компонентами метеоритної речовини є залізо-магнезіальні силікати й нікелисте залізо. Розповсюджені мінерали, що входять до складу метеоритної речовини, — це олівіни (Fe, Mg)2SiO4 і піроксени (Fe, Mg)SiO3 Вони наявні в силікатах або у вигляді дрібних кристалів чи скла, або як суміш із різними пропорціями.

## Класифікація
За вмістом нікелистого заліза й силікатів метеорити поділяють на три великі категорії, які у свою чергу поділяють на дрібніші категорії:
- кам'яні (92 % за кількістю):
  - хондрити
  - ахондрити
- залізо-кам'яні (2 %):
  - паласити
  - мезосидерити
- залізні (6 %):
  - гексаедрити
  - октаедрити
  - атаксити[en]

### Кам'яні метеорити
Найбільш численні кам'яні метеорити поділяють на дві групи: хондрити й ахондрити.

#### Хондрити

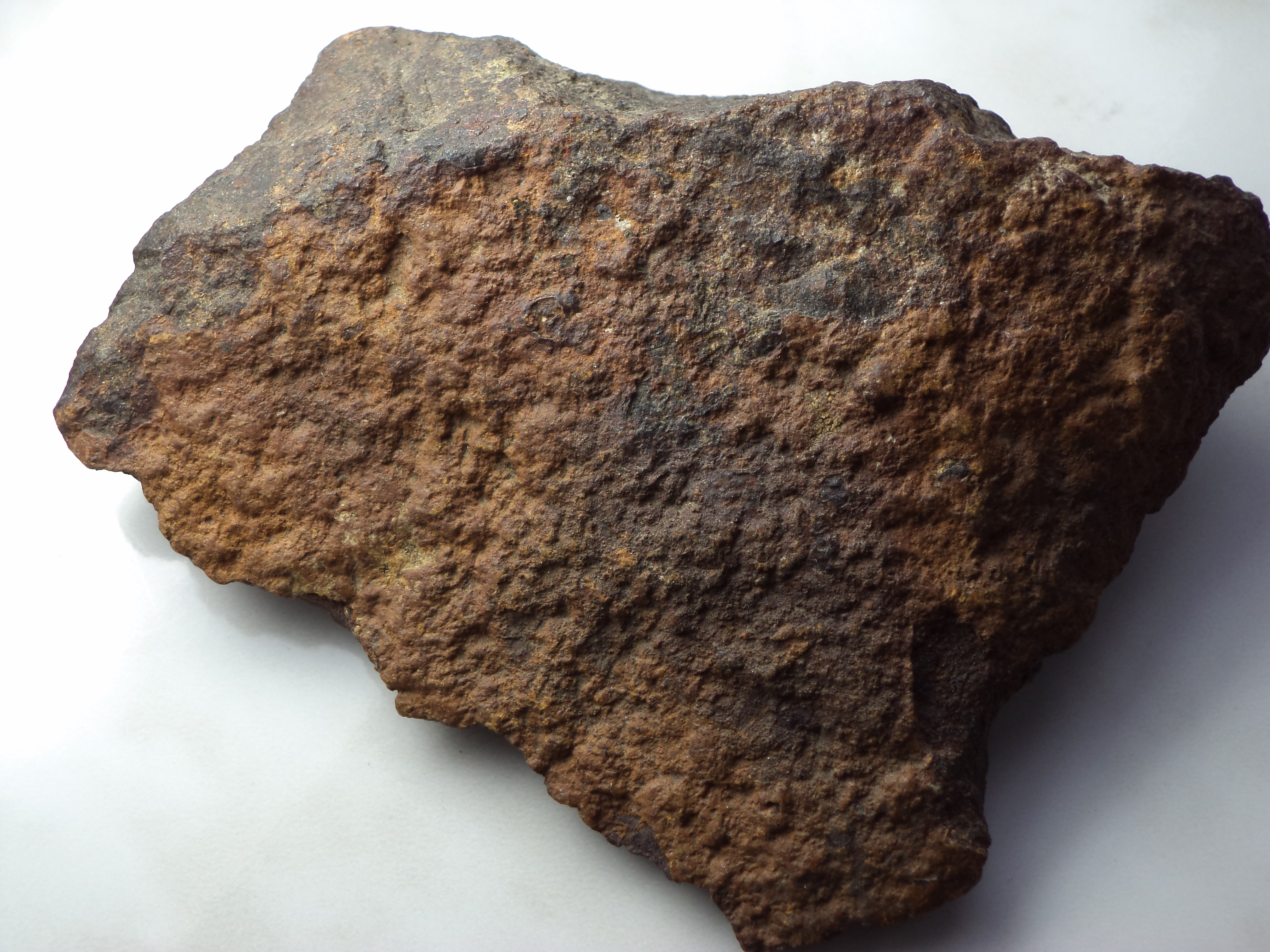
Метеорит Сухий лиман
(хондрит: H4-5)

Хондрити названо так через наявність незвичайних включень сферичної або еліптичної форми — хондр — яких не виявлено в земних породах. Розмір хондр зазвичай становить близько міліметра, хоча буває і декілька міліметрів. Їх склад та структура свідчить, що вони кристалізувалися з розплаву. Хондрити мають елементний склад, близький до складу тугоплавкої речовини Сонця, це відрізняє їх від земних порід. Їх вважають залишками протопланетної речовини, що зазнала мінімальних змін від часу утворення планет.

##### Звичайні хондрити
Значно переважають інші різновиди метеоритів за чисельністю, — з-поміж усіх знайдених на Землі метеоритів звичайні хондрити становлять 87 %. Саме тому вони отримали назву «звичайні».

##### Вуглецеві хондрити
Вуглецеві хондрити містять багато заліза, що перебуває у зв'язаному стані в силікатах. Вони темніші звичайних, таке забарвлення вуглецевим хондритам надає мінерал магнетит (Fe3O4), невелика кількість графіту, сажі та органічних сполук, зокрема, цукри.

#### Ахондрити
Група кам'яних метеоритів (близько 10 %) — ахондрити. У них немає хондр і вони хімічно не схожі на хондрити. Ахондрити утворюють ряд від майже мономінеральних олівінових або піроксенових порід до об'єктів, подібних за структурою й хімічним складом до земних й місячних базальтів. Вони бідні залізом і сидерофільними домішковими елементами, у них дещо різний вміст Fe, Mg й Ca. Здебільшого ці метеорити схожі на вивержені породи Землі та Місяця, що пройшли магматичну диференціацію. Вважається, що ахондрити утворилися з вихідної речовини хондритового складу в процесі диференціації, що також призвела до утворення залізних метеоритів. Ахондрити поділяють на групи за мінеральном складом. Назва кожної з груп відповідає або назві основного мінералу, або назві метеориту, який можна вважати типовим представником даної групи: оголені (97 % за масою становить ортоенстатит), уреїліти (85 % олівіну), діогеніти (95 % ортопіроксену), говардити (40-80 % ортопіроксену) і евкрити (40-80 % піжоніту).

### Залізо-кам'яні метеорити
Залізо-кам'яні метеорити поділяють на два типи, що розрізняються хімічними й структурними властивостями: паласити та мезосидерити.
- Паласитами називають ті метеорити, силікати яких складаються із кристалів магнезіального олівіну або їхніх уламків, укладених у суцільній матриці з нікелистого заліза.
- Мезосидеритами називають залізо-кам'яні метеорити, силікати яких являють собою в основному перекристалізовані суміші з різних силікатів, що входять також до складу металу.

### Залізні метеорити
Залізні метеорити майже цілком складаються з нікелистого заліза (90-91 % FeNi) з невеликими домішками фосфору та кобальту, можуть містити невеликі кількості мінералів у вигляді включень. 
Нікелисте залізо (FeNi) — це твердий розчин нікелю в залізі. За високого вмісту нікелю (30-50 %) нікелисте залізо перебуває, в основному, у формі теніту (γ-фаза) — мінералу гранецентрованої структури, за низького (6-7 % нікелю) нікелисте залізо майже повністю складається з камаситу (α-фаза) — мінералу з об'ємно-центрованою ґраткою.
Залежно від структури, визначеної вмістом нікелю, залізні метеорити поділяють на:
- гексаедрити (4–6 % Ni)
- октаедрити (6–12 % Ni)
- атаксити[en] (>12 % Ni).

Якщо поліровану поверхню гексаедриту обробити кислотою, зазвичай видно тонке штрихування, яке називають неймановими лініями. Добрим прикладом гексаедриту є пластина метеорита Coahuila.
Внаслідок обробки кислотою полірованої поверхні октаедритів утворюються відманштеттенові фігури.

## Окремі метеорити
| - Abee - Admire - Ahumada - Anthony - Arapahoe - Arcadia - Armel - Ashmore - Bansur - Barratta | - Bath - Beaver - Beeler - Bencubbin - Bjurbole - Bledsoe - Bondoc - Buenaventura - Calliham - Chainpur | - Channing - Charcas - Chico - Coahuila - Cosby's Creek - Dhofar 004 - Dhofar 237 - Drum Mountains - Elbogen - Finmarken | - Gladston - Glorietta Mountain - Grand Rapids - Hamlet - Henbury - Hoba - Joe Wright Mountain - Juvinas - Kayakent - Lance | - Landes - Lenarto - Lowicz - Magura - Miles - Mills - Morasko - Сіхоте-Алінський метеорит - Тунгуська катастрофа |

## Метеорити, знайдені на території України
На території України, за останні століття, зареєстровано падіння 43 метеоритів, з них чотири — залізні. Найвідомішими з них є:
- Метеорит «Жигайлівка» — перший метеорит, знайдений на території України (впав 12 жовтня 1787 р. в Харківській губернії біля слободи Жигайлівка, тепер Тростянецького району Сумської області)[12][13];
- Метеорит «Княгиня» — упав на Закарпатті 9 червня 1866 р. Було зібрано до тисячі його масивних уламків. Найбільша частина — вагою 286 кг — нині є експонатом Віденського музею природничої історії;
- Метеорит Мигії — упав поблизу села Мигія Єлизаветградського повіту Херсонської губернії влітку 1889 року. Один з перших метеоритів, в якому виявлено хлорит, а також органічну речовину (сполучення вуглецю з воднем і киснем)[14];
- Метеорит Сухий лиман — 48 кг, знайдений на околиці міста Одеси в 1987 році;
- Найбільшим в Україні й у всій Європі вважають Іллінецький метеорит, масою ~40 млн тонн і діаметром 230-300 м, який впав на Землю 400 млн років тому[15].

## Влучання метеоритів у людей
За даними наукового видання International Comet Quarterly, загибель людини в результаті падіння метеорита була зафіксована в 1825 році. Подібний випадок також стався у серпні 1888 року в районі Сулейманії (сучасний Курдистан, Ірак), де за свідченнями місцевої влади, одна людина загинула, інша отримала важкі поранення й залишилася паралізованою.
В XX ст. випадок влучання метеорита в людину, який був задокументований, стався 30 листопада 1954 р. в місті Силакауга, округ Талладеґа штат Алабама, США. Один з уламків метеорита Силакауга вагою 3,86 кг та розміром з апельсин, пробив дах будинку і, відскочивши рикошетом від радіоприймача, травмував сплячу жінку.
В XXI ст., зокрема у червні 2009 року, метеорит розміром з горошину врізався в чотирнадцятирічного німецького школяра Герріта Бланка, що прямував у цей момент до школи. Метеорит пройшов по руці хлопця і створив у землі кратер діаметром 30 сантиметрів. Хлопець відбувся дзвоном у вухах, який пройшов через декілька годин, і шрамом завдовжки 7,5 см на руці.
8 лютого 2016 року, в окрузі Веллуру (Індія) впав метеорит, який став причиною загибелі людини. Згідно повідомлення індійського видання The Hindu, інцидент стався неподалік від навчального корпусу інженерного коледжу в населеному пункті Натрампалі. Жертвою падіння небесного об'єкта став 47-річний водій шкільного автобуса. Як зазначається, формальною причиною загибелі людини став вибух, що стався в результаті падіння метеорита.

## Влучання метеоритів у помешкання
3 жовтня 2021 року, вночі, в містечку Голден в провінції Британська Колумбія (Канада), метеорит пробив дах приватного будинку Рут Гамільтон та впав у її спальні на подушку. Метеорит, який отримав назву «Гамільтон», мав вагу 1,27 кг, розмір — 11×7×6 см. Астрономічне тіло є частиною метеороїду, що належить до астероїдів S-типу із сімейства Угорщини Головного поясу. Початкова маса метеороїду, що згорів у атмосфері Землі, становила 70-200 кг. Підтвердженням цього є свідчення очевидців, а також зйомки з камер спостережень, які виявили того дня появу яскравого боліда в небі недалеко від кордону провінцій Альберта та Британська Колумбія. Метеороїд увійшов в атмосферу під кутом 54 ° до горизонту зі швидкістю 18 км/с, і його було видно на висотах 18-84 км. Пізніше дослідники виявили ще один фрагмент батьківського метеороїду масою 0,92 кг, який упав за півтора кілометри на північний захід від місця падіння основного фрагмента. На основі досліджень складу та структури знайдених фрагментів та реконструкції орбіти метеорита фахівці на чолі з Пітером Брауном з Університету Західного Онтаріо дійшли висновку, що на подушку дивом уцілілої жінки прилетів небрекчований звичайний хондрит типу L/LL5, який перед входом до атмосфери Землі був масою близько 70–200 кг. Приблизний вік астрономічного тіла — 25 млн років. Вік батьківського метеороїду близько 2–2,5 або 3,7–3,9 млрд років.
8 травня 2023 року, у містечку Гоупвелл, штат Нью-Джерсі (США), метеорит розміром з картоплину пробив дах будинку С'юзі Коп. Метеорит мав розміри приблизно чотири на шість дюймів (10×15 см) та важив близько 0,9 кг. Природу метеориту уточнюють вчені, однак імовірно, що він походить з метеорного потоку Ета-Аквариди. Він пошкодив підлогу і стелю, — про це повідомили в місцевому відділку поліції. 11 травня 2023 року, згідно повідомлення в Space, вчені оцінили вік метеорита в 4,56 мільярда років та підтвердили те, що він є хондритом класу LL-6, який містить менше заліза, ніж інші подібні екземпляри, і принаймні на 30–40 % щільніший за найпоширеніші гірські породи на Землі, такі як сланець або граніт.
26 червня 2025 року, у місті Макдоно, штат Джорджія (США), після вибуху в небі, один фрагмент небесного тіла зі швидкістю щонайменше 1 км/с влучив у дах будинку. Науковці з Університету Джорджії дослідили цей фрагмент. Виходячи з типу метеориту, який був хондритом, вони дійшли висновку, що він утворився 4,56 млрд років тому. А це означає, що метеорит приблизно на 20 млн років був старшим за Землю.